# Handley-Langnasenfledermaus
Die Handley-Langnasenfledermaus (Anoura cultrata, Syn.: Anoura brevirostrum, Anoura werckleae) ist eine Fledermausart aus der Familie der Blattnasen (Phyllostomidae), welche in Südamerika beheimatet ist.

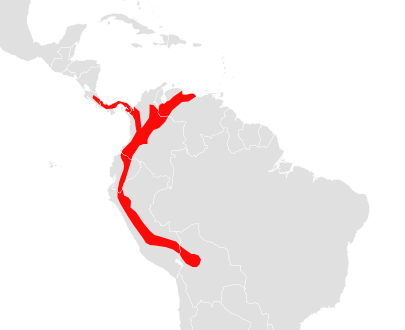
Verbreitungsgebiet von Anoura cultrata

## Beschreibung
Die Handley-Langnasenfledermaus wiegt im Schnitt 17,1 g, wobei Männchen etwas größer sind als Weibchen. Die Schnauze und Zunge sind lang, die Ohren klein und rund. Die Fellfarbe ist variabel, von dunkelbraun über rötlich braun bis hellbraun, wobei das Bauchfell blasser ist als das Fell am Rücken. Unterarm und Schwanzflughaut sind behaart. Die Flughaut erscheint schwarz bis braun-schwarz, während die Ohren grau bis grau-schwarz sind.
Anoura cultrata unterscheidet sich von Anoura caudifer und Anoura geoffroyi durch Merkmale der Zähne, unter anderem durch die vergrößerten oberen Schneidezähne.

## Lebensweise
Die Handley-Langnasenfledermaus nutzt tagsüber Höhlen und Gebäude als Schlafplatz, wo man diese Art oft zusammen mit Anoura geoffroyi, Anoura caudifer, Carollia perspicillata und Pteronotus parnellii, sowie regional mit Fettschwalmen antrifft. Die Art findet man hauptsächlich in Bergregenwäldern.
Anoura caudifer ernährt sich von Nektar, Pollen und Insekten, wobei der jeweilige Anteil an der Nahrung unklar ist. Da Nektar ein Bestandteil der Nahrung ist, ist Anoura caudifer ein wichtiger Bestäuber verschiedener Blütenpflanzen.
Über die Fortpflanzung der Handley-Langnasenfledermaus ist relativ wenig bekannt. In Costa Rica wurde ein trächtiges Weibchen im August gefangen. In Kolumbien fand man säugende Weibchen im Juli, in Peru im August. Die Weibchen gebären meistens ein einziges Jungtier; Zwillingsgeburten sind selten. Neugeborene wiegen zwischen 3 und 3,7 Gramm.

## Verbreitung und Lebensraum
Die Verbreitung der Handley-Langnasenfledermaus reicht von Costa Rica bis Bolivien. Ihr Bestand wird von der IUCN als potentiell gefährdet eingestuft. Die Hauptbedrohung geht von der Zerstörung des Lebensraums aus, weswegen die Populationen rückläufig sind.